# 임프린트
임프린트(imprint)는 출판 회사에서 유능한 편집자 등에게 별도의 하위 브랜드를 내어주고 기획, 제작, 판매 등 독자적인 운영을 맡기는 방식이다. 단일 출판 회사 아래에 여러 개의 임프린트가 있을 수 있다.
임프린트 브랜드를 사용하면 출판사 등은 각각의 특정 소비자 계층에게 집중적인 마케팅이 가능하다. 출판사 뿐 아니라 게임 회사에서도 독자적인 임프린트 브랜드를 운용할 수 있다.